# Bartłomiej Szyndler
Bartłomiej Szyndler (ur. 11 kwietnia 1938 w Będzinie, zm. 6 stycznia 2011 w Częstochowie) – polski historyk, profesor nauk humanistycznych, specjalista od historii XIX wieku.

## Życiorys
Urodził się w 1938 r. w Będzinie. Ukończył Studium Nauczycielskie w Piotrkowie Trybunalskim. Dyplom magistra uzyskał na Uniwersytecie Śląskim w Katowicach w 1969. W 1972 r. obronił na tej samej uczelni dysertację doktorską. W tym samym roku objął stanowisko adiunkta w Zakładzie Bibliotekoznawstwa Wyższej Szkoły Pedagogicznej w Kielcach. Od 1978 r. pracował w Zakładzie Nauk Pomocniczych Historii, Bibliotekoznawstwa i Informacji Naukowej Uniwersytetu Marii Curie-Skłodowskiej w Lublinie. Trzy lata później uzyskał stopień doktora habilitowanego, a w 1990 tytuł naukowy profesora. Trzy lata później został profesorem zwyczajnym. Od 1997 r. był pracownikiem Wyższej Szkoły Pedagogicznej w Częstochowie (obecnie Uniwersytet Humanistyczno-Przyrodniczy im. Jana Długosza w Częstochowie). Był współtwórcą i pierwszym kierownikiem Zakładu XIX Wieku w Instytucie Historii. Był członkiem Polskiego Towarzystwa Historycznego, a w latach 2002–2005 pełnił funkcję prezesa jego częstochowskiego oddziału. Był członkiem Komisji Historycznej Polskiej Akademii Nauk Oddziału w Katowicach, członkiem Lubelskiego Towarzystwa Naukowego i Częstochowskiego Towarzystwa Naukowego.
Badał przede wszystkim dzieje Polski u schyłku I Rzeczypospolitej, insurekcję kościuszkowską, epokę napoleońską i polskie powstania narodowe. Zajmował się historią wojskowości oraz historią bibliotek w Polsce.
Za swoją działalność został odznaczony: Złotym Krzyżem Zasługi (1984), Medalem Komisji Edukacji Narodowej (1995) oraz Srebrną Odznaką „Zasłużonemu w Rozwoju Województwa Katowickiego”. Zmarł w Częstochowie w 2011 roku. Został pochowany na cmentarzu w rodzinnym Będzinie. W 2012 r. w gmachu Akademii im. Jana Długosza w Częstochowie została zorganizowana wystawa poświęcona jego pamięci.

## Ważniejsze publikacje
- Dyktator Generał Józef Chłopicki 1771-1854
- Henryk Dembiński 1791-1864
- Tadeusz Kościuszko. 1746-1817
- Mikołaj Nowosilcow (1762-1838). Portret carskiego inkwizytora
- Stanisław Nałęcz Małachowski. 1736-1809
- I książki mają swoją historię (1982)